# Idiops pulloides
Espèce
Idiops pulloides est une espèce d'araignées mygalomorphes de la famille des Idiopidae.

## Distribution
Cette espèce est endémique du Botswana.

## Publication originale
- Hewitt, 1919 : Descriptions of new South African spiders and a solifuge of the genus Chelypus. Records of the Albany Museum, vol. 3, p. 196-215.